# Уистлер, Уильям Мак-Нейл
Уильям Мак-Нейл Уистлер (англ. William McNeill Whistler; 22 июля 1836 — 27 февраля 1900) — американский врач, участник Гражданской войны США, в ходе которой служил полевым хирургом в 1-м Южнокаролинском винтовочном полку. Брат художника Джеймса Уистлера.

## Ранние годы
Уильям Уистлер родился в городе Лоуэлл в Массачусетсе, и был вторым ребенком в семье Анны Уистлер и Джорджа Вашингтона Уистлера. Его отец в молодости был военным, но покинул армию и стал гражданским инженером-железнодорожником. В 1842 году царь Николай I нанял Уистлера-старшего для строительства Николаевской железной дороги из Санкт-Петербурга в Москву, и уже на следующий год семья переехала в Санкт-Петербург. Во время эпидемии холеры в 1848 году, отец отправил семью в Англию, а сам продолжил работу. В 1849 году Уистлер-старший умер от холеры, а Анна Уистлер вернулась в США и поселилась в Помфрете, Коннектикут.
Уильям учился в школе Крайст-Чёрч в Помфрете и в Сент-Джеймсском колледже в Уильямспорте (Мэриленд). В 1853 году он поступил в Колумбийский Колледж в Нью-Йорке, но не окончил его. В марте 1855 года он поступил на медицинское отделение Тринити-колледжа в Коннектикуте. В 1858 году начал учиться в Пенсильванской медицинской школе. В 1860 году окончил магистратуру Пенсильванского университета. В том же году он женился на Флориде "Иде" Байярд Кинг из Джорджии. Под влиянием жены-южанки, а так же матери, которая происходила из Северной Каролины, Уистлер встал на сторону Конфедерации во время начала Гражданской войны.

## Гражданская война
Семья обосновалась в Ричмонде, штат Вирджиния. Первоначальные попытки Уистлера поступить на военную службу в армию Конфедеративных Штатов закончились провалом. Лишь осенью 1862 года он был назначен ассистентом хирурга в Ричмонде. По роду деятельности он работал в различных районах Ричмонда, включая Тюрьму Либби и Дрюрис-Блафф. В это время Ида умирает от болезни в марте 1863 года.
В апреле 1864 года доктору Уистлеру было дано полевое назначение, и он стал помощником хирурга в 1-м Южнокаролинском винтовочном полку, который так же известен как «Винтовки Орра» (Один из полков бригады Макгоуэна). Он прибыл в полк как раз к началу  битвы при Спотсильвейни и произвёл благоприятное впечатление на своих новых товарищей «[приказав] своему слуге отвезти свою лошадь в тыл, пока он оставался на линии боя до тех пор, пока не начался бой за «Кровавый угол», и его оставили присматривать за раненными». Принимал участие в сражениях на Норт-Анне, при Риддлс-Шоп, осаде Петерсберга, во втором сражении у Дип-Боттом, во второе сражении при Римс-Стейшен и у Джонс-Фарм.
В феврале 1865 года Уистлеру был предоставлен четырехмесячный отпуск для поездки к матери, которая теперь жила в Лондоне у Джеймса Уистлера. Также в Ричмонде ему были переданы правительственные посылки для доставки в Великобританию. Но попытка добраться до Чарльстона и Уилмингтона, чтобы отплыть на корабле, была сорвана передвижениями войск Союза. В конце концов он объединился с другим офицером Конфедерации и пробрался через Чесапикский залив и через фронт федеральной армии в Филадельфию. Добравшись до Нью-Йорка, от отплыл в Лондон на борту SS City of Manchester. Через неделю после его прибытия в Великобританию он узнал о капитуляции Северовирджинской армии.

## Европа
Уистлер так и не вернулся в Америку. Он провел год в поездках по Европе, прежде чем продолжить медицинскую практику, сначала в Париже, а затем в госпитале Святого Георгия в Лондоне. В 1871 году он стал членом королевской коллегии хирургов Великобритании (MRCS) и в 1876 членом королевской коллегии врачей и хирургов (MRCP). Основал и работал главным врачом в лондонской ЛОР-клинике, был президентом Британской ассоциации ларингологов, ринологов и отологов и опубликовал две статьи на тему сифилиса гортани.
Умер 27 февраля 1900 года от гриппа, бездетным, и похоронен на кладбище Гастингс, Гастингс, Восточный Суссекс, Англия.

## Семья
В апреле 1877 года Уильям женился во второй раз. Его жена, Елена Евфросиния Ионидес (1849 — 1917) происходила из богатой греческой купеческой семьи из Талс-Хилла и была случайной моделью для его брата Джеймса Уистлера.
Сводные братья и сестры, от первого брака отца, с Мэри Свифт (англ. Mary R. Swift; ? — 1827):
- Джордж Джордж Уильям (1822 — 1869) — сводный брат, от первого брака отца, стал российским инженером-путейцем, жил и работал в России до своей смерти в 1869 году[118].
- Дебора Делайн Хейден (1825 — 1908) — сводная сестра, вышла замуж за сэра Френсиса Хейдена, английского художника и мецената.
- Джозеф Свифт (1824-1840) — сводный брат.

Родные братья:
- Джеймс Эббот Уистлер (1834—1903) — брат, выдающийся художник.
- Кирк Бутт (1838–1842) — брат, был назван в честь Кирка Бутта, американского промышленника.
- Чарльз Дональд Уистлер (1841–1843) — брат.
- Джон Буттац Уистлер (1845–1846) — брат, был назван в честь друга отца, российского архитектора Ивана Фёдоровича Буттаца[7].